# Radomir Vukčević
Radomir Vukčević (15. září 1944, Knin – 28. listopadu 2024, Split) byl jugoslávský fotbalový brankář chorvatské národnosti. Po skončení aktivní kariéry působil jako trenér.

## Fotbalová kariéra
V jugoslávské lize hrál za Hajduk Split, nastoupil ve 182 ligových utkáních a s týmem vyhrál jednou jugoslávskou ligu a třikrát pohár. Kariéru ukončil ve francouzské Ligue 2 v týmu AC Ajaccio. V Poháru mistrů evropských zemí nastoupil ve 2 utkáních, v Poháru vítězů pohárů v 6 utkáních a ve Veletržním poháru nastoupil ve 4 utkáních. Za reprezentaci Jugoslávie nastoupil v letech 1967-1971 v 9 utkáních. Byl členem stříbrné jugoslávské reprezentace na Mistrovství Evropy ve fotbale 1968, ale v utkání nenastoupil.

## Ligová bilance
| Ročník                          | Zápasy | Góly | Klub         |
| ------------------------------- | ------ | ---- | ------------ |
| Jugoslávská Prva liga 1963/1964 | 1      | 0    | Hajduk Split |
| Jugoslávská Prva liga 1964/1965 | 25     | 0    | Hajduk Split |
| Jugoslávská Prva liga 1965/1966 | 22     | 0    | Hajduk Split |
| Jugoslávská Prva liga 1966/1967 | 28     | 0    | Hajduk Split |
| Jugoslávská Prva liga 1967/1968 | 26     | 0    | Hajduk Split |
| Jugoslávská Prva liga 1968/1969 | 6      | 0    | Hajduk Split |
| Jugoslávská Prva liga 1969/1970 | 19     | 0    | Hajduk Split |
| Jugoslávská Prva liga 1970/1971 | 25     | 0    | Hajduk Split |
| Jugoslávská Prva liga 1971/1972 | 19     | 0    | Hajduk Split |
| Jugoslávská Prva liga 1972/1973 | 11     | 0    | Hajduk Split |
| Ligue 2 1973/1974               | 30     | 0    | AC Ajaccio   |
| Ligue 2 1974/1975               | 1      | 0    | AC Ajaccio   |
| CELKEM 1. jugoslávská liga      | 182    | 0    |              |